# 戴维·S·麦凯
戴维·S·麦凯（英語：David Stewart McKay，1936年9月25日—2013年2月20日）是一位美国天體生物學家，林登·约翰逊太空中心首席科学家，知名于对艾伦丘陵陨石84001的研究。